# (523711) 2014 JH80
(523711) 2014 JH80 est un objet transneptunien en résonance 4:7 avec Neptune.

## Caractéristiques
(523711) 2014 JH80 mesure environ 172 km de diamètre.

## Découverte
(523711) 2014 JH80 a été découvert le 23 mai 2011.